# Alconaba
Alconaba é um município da Espanha, na província de Sória, comunidade autónoma de Castela e Leão. Tem 52,29 km² de área e em 2021 tinha 196 habitantes (densidade: 3,7 hab./km²). Pertence à comarca de Campo de Gómara, e limita com os municípios de Sória, Velilla de la Sierra, Renieblas, Candilichera, Aldealafuente e Los Rábanos.